# 豊階安人
豊階 安人（とよしな の やすひと）は、平安時代初期から前期にかけての貴族・学者。氏姓は河俣公のち豊階公、豊階真人。官位は正五位上・刑部大輔。

## 経歴
河俣氏（河俣公）は河内国若江郡川俣郷（現在の大阪府東大阪市川俣）を本拠とした豪族で、彦坐命の子である沢道彦命の後裔とされる皇別氏族。
河内大県郡出身。延暦19年（800年）一族の河俣御影が豊階（豊階公）に改姓し、安人も豊階姓となる。若い頃から聡明で、度量があり、好学により名が知られていた。史伝を広く読破したが、特に漢書に精通していた。
承和5年（838年）少内記に任ぜられ、承和9年（842年）には渤海客使・小野恒柯らと共に、渤海使が持参した文書についての上奏を行っている。のちに大内記を経て、承和15年（848年）外従五位下に叙せられる。嘉祥2年（849年）皇太子・道康親王の東宮学士となり、翌嘉祥3年（850年）道康親王が即位（文徳天皇）すると内位の従五位上に昇叙される。
嘉祥4年（851年）丹後権守、仁寿4年（854年）尾張権守と文徳朝前半は地方官を務め、この間の仁寿2年（852年）には平安京への本貫の変更と公姓から真人姓への改姓を奏上し許されている。斉衡3年（856年）図書頭に遷ると、掃部頭・大学頭と文徳朝後半は京官を歴任し、天安2年（858年）3月には皇太子・惟仁親王の学士となり、二代続けて東宮学士を務めた。
同年11月の惟仁親王の即位（清和天皇）に伴い、二階昇進して正五位上に叙せられる。貞観3年（861年）2月に刑部大輔に任ぜられるが、同年9月24日卒去。享年65。最終官位は正五位上行刑部大輔。

## 官歴
『六国史』による。
- 延暦19年（800年） 日付不詳：河俣公から豊階公に改姓
- 承和5年（838年） 日付不詳：少内記
- 承和9年（842年） 3月6日：見少内記従六位上
- 時期不詳：正六位上。大内記
- 承和15年（848年） 正月7日：外従五位下
- 嘉祥2年（849年） 2月27日：東宮学士（皇太子・道康親王）
- 嘉祥3年（850年） 4月17日：従五位上（内位。道康親王即位）
- 嘉祥4年（851年） 正月11日：丹後権守。4月1日：次侍従
- 仁寿2年（852年） 12月9日：河内国から平安京へ貫附、公姓から真人姓へ改姓
- 仁寿4年（854年） 正月16日：尾張権守
- 斉衡3年（856年） 7月13日：図書頭
- 天安元年（857年） 4月19日：掃部頭
- 天安2年（858年） 2月28日：大学頭。3月19日：兼東宮学士（皇太子・惟仁親王）。9月25日：兼美濃権介、大学頭如故。11月7日：正五位上（越階。惟仁親王即位）
- 貞観3年（861年） 2月16日：刑部大輔。9月24日：卒去（正五位上行刑部大輔）